# Berrechid
Berrechid (arabisch برشيد; Zentralatlas-Tamazight ⴱⴰⵔⵛⵉⴷ) ist die ca. 170.000 Einwohner zählende Hauptstadt der marokkanischen Provinz Berrechid in der Region Casablanca-Settat.

## Lage und Klima
Berrechid liegt in der historischen Region der Chaouia etwa 45 km (Fahrtstrecke) südlich von Casablanca in einer Höhe von etwa 220 m. Die Stadt El Jadida liegt etwa 100 km westlich am Atlantischen Ozean. Das vom Atlantik beeinflusste Klima ist gemäßigt bis warm; Regen (ca. 530 mm) fällt hauptsächlich in den Wintermonaten.

## Bevölkerung
| Jahr      | 1994   | 2004   | 2014    | 2024    |
| Einwohner | 54.781 | 89.830 | 136.634 | 168.687 |

Die Einwohner der Chaouia-Region führen ihre Abstammung auf arabische Ursprünge zurück. Die Menschen der heutigen Stadt sind jedoch größtenteils berberischer Abstammung; sie sind zumeist in der zweiten Hälfte des 20. Jahrhunderts aus den Berg- und Wüstenregionen Südmarokkos hierhin zugewandert.

## Wirtschaft
Die am Kreuzungspunkt zweier nach Casablanca führender Straßen gelegene Stadt ist das Zentrum einer agrarisch orientierten Provinz, die mit ihren Produkten vorrangig die Märkte von Casablanca versorgt. Daneben bildet sie das merkantile, handwerkliche, schulische und gesundheitsmäßige Zentrum der Provinz. In den 1970er Jahren wurde ein Industriepark (zone industrielle) eingerichtet, der – wegen der geographischen Nähe zu Casablanca – einen enormen Aufschwung nahm.

## Geschichte
Mangels schriftlicher Aufzeichnungen ist über die frühe Geschichte von Berrechid nur wenig bekannt. Der Ort wurde angeblich um das Jahr 1800 von einer Familie namens Errachid gegründet; er hatte in den 1920er Jahren noch weniger als 1000 Einwohner. Im Jahr 2009 wurde Berrechid die Hauptstadt der neugeschaffenen gleichnamigen Provinz.

## Sehenswürdigkeiten
Die Stadt hat keinerlei historisch oder kulturell bedeutsame Sehenswürdigkeiten; auch eine Altstadt (medina) gibt es nicht. Sie macht insgesamt einen modernen und weitläufigen Eindruck.